# L'eau froide
L'eau froide este un film din 1994, regizat de Olivier Assayas. Filmul a fost prezentat la Festivalul de la Cannes în 1994, în secțiunea un certain Regard.

## Prezentare
Povestea are loc în Paris, în 1972. Christine este o tânără adolescentă, introvertită și tulburată de o situație familială complicată. Părinții sunt divorțați, iar mama sa, cu care locuiește, nu este foarte prezentă. Gilles, la rîndul său, este un băiat nerăbdător din principiu față de regulile societății, iar situația sa școlară este un dezastru. Se cunosc, se plac, devin iubiți. Într-o zi, Christine comite un furt într-un supermarket. Descoperită, sfârșește într-o instituție de corecție. Reușește să scape și se întâlnește cu Gilles. Cei doi, rătăcind, au dat peste o petrecere, la o fermă, unde se împrietenesc cu un grup de băieți și fete. Petrec noaptea în compania lor și fumează ”iarbă” în timp ce la pick-up se transmit melodiile cele mai în vogă din acea perioadă. Dimineața următoare Christine și Gilles decid să călătorească împreună spre o destinație nespecificată.

## Link-uri externe
- L'eau froide la Internet Movie Database
- (EN) L ' eau froide, pe AllMovie, Toate mass-Media de Rețea.
- (EN) L ' eau froide, pe Rotten Tomatoes, Facebook, Inc.
- (EN, ES) L ' eau froide, pe Researchgate.